# Landore
Landore är en community i Storbritannien.   Den ligger i kommunen Swansea och riksdelen Wales, i den södra delen av landet, 260 km väster om huvudstaden London.
Landore ligger strax norr om den centrala delen av staden Swansea.